# Тајога (Тексас)
Тајога (енгл. Tioga) град је у америчкој савезној држави Тексас. По попису становништва из 2010. у њему је живело 803 становника.

## Демографија
Према попису становништва из 2010. у граду је живело 803 становника, што је 49 (6,5%) становника више него 2000. године.
| Група             | 2000.       | 2010.       |
| Белци             | 633 (84,0%) | 666 (82,9%) |
| Афроамериканци    | 3 (0,4%)    | 14 (1,7%)   |
| Азијати           | 9 (1,2%)    | 3 (0,4%)    |
| Хиспаноамериканци | 99 (13,1%)  | 96 (12,0%)  |
| Укупно            | 754         | 803         |